# Harry Barkas
Henry Brown "Harry" Barkas (21 tháng 1 năm 1906 – 1974) là một cầu thủ bóng đá người Anh thi đấu ở vị trí tiền đạo trung tâm cho Spennymoor United trước khi gia nhập đội bóng tại Football League Third Division North South Shields năm 1929, có 21 lần ra sân và ghi 15 bàn. South Shields chuyển đến Gateshead năm 1930 và đổi tên thành Gateshead F.C., nơi Barkas thi đấu 19 trận ở giải vô địch, ghi 7 bàn. Trong giai đoạn này, ông ghi 5 bàn trong 3 trận tại Cúp FA. Sau đó Barkas chuyển đến đội bóng tại Football League First Division Liverpool năm 1931, ra sân 5 trận. Sau đó thi đấu bóng đá non-league với Jarrow.